# Gorham (Illinois)
Gorham es una villa ubicada en el condado de Jackson en el estado estadounidense de Illinois. En el Censo de 2010 tenía una población de 236 habitantes y una densidad poblacional de 74,08 personas por km².

## Geografía
Gorham se encuentra ubicada en las coordenadas 37°43′5″N 89°28′41″O / 37.71806, -89.47806. Según la Oficina del Censo de los Estados Unidos, Gorham tiene una superficie total de 3.19 km², de la cual 3.16 km² corresponden a tierra firme y (0.89%) 0.03 km² es agua.

## Demografía
Según el censo de 2010, había 236 personas residiendo en Gorham. La densidad de población era de 74,08 hab./km². De los 236 habitantes, Gorham estaba compuesto por el 97.88% blancos, el 0% eran afroamericanos, el 0% eran amerindios, el 0% eran asiáticos, el 0% eran isleños del Pacífico, el 0.42% eran de otras razas y el 1.69% pertenecían a dos o más razas. Del total de la población el 0% eran hispanos o latinos de cualquier raza.